# Radinghem
Radinghem [ʁadɛ̃ɡɑ̃] est une commune française située dans le département du Pas-de-Calais en région Hauts-de-France. Ses habitants sont appelés les Radinghemois. La commune est membre de la communauté de communes du Haut Pays du Montreuillois.
La commune de Radinghem (nom officiel depuis 1801) est située dans le centre du département du Pas-de-Calais à 26 km, à vol d'oiseau, au nord-est de la commune de Montreuil-sur-Mer. C’est une commune de type commune rurale à habitat dispersé selon l'Insee, appartenant à l’unité urbaine de Saint-Omer, avec une population de 261 habitants au dernier recensement de 2022, elle connait un pic de population en 1886 avec 326 habitants.
La commune s'inscrit dans les « paysages des hauts plateaux artésiens » tels qu'ils sont définis dans l'atlas de paysages. Ces paysages, essentiellement ruraux, sont composés de cultures et de prairies qui représentent environ 86 % des sols. Le territoire communal se trouve, pour une grande partie, dans la ZNIEFF de la haute vallée de la Lys et ses versants en amont de Thérouanne.

## Géographie

### Localisation
Localisée dans le centre du département du Pas-de-Calais, Radinghem est une commune rurale située, à vol d'oiseau, à 4 km au nord de la commune de Fruges (aire d'attraction), dont elle est limitrophe, et à 26 km au nord-est de la commune de Montreuil-sur-Mer (chef-lieu d'arrondissement).
Le territoire de la commune est limitrophe de ceux de six communes.
Les communes limitrophes sont Audincthun, Fruges, Coupelle-Vieille, Matringhem, Mencas et Senlis.

### Hydrographie

#### Réseau hydrographique
La commune est située dans le bassin Artois-Picardie.
Le territoire communal est drainé par le ruisseau la Rivièrette, d'une longueur de 3,41 km qui prend sa source dans la commune et se jette dans la Lys au niveau de la commune de Dennebrœucq,,.

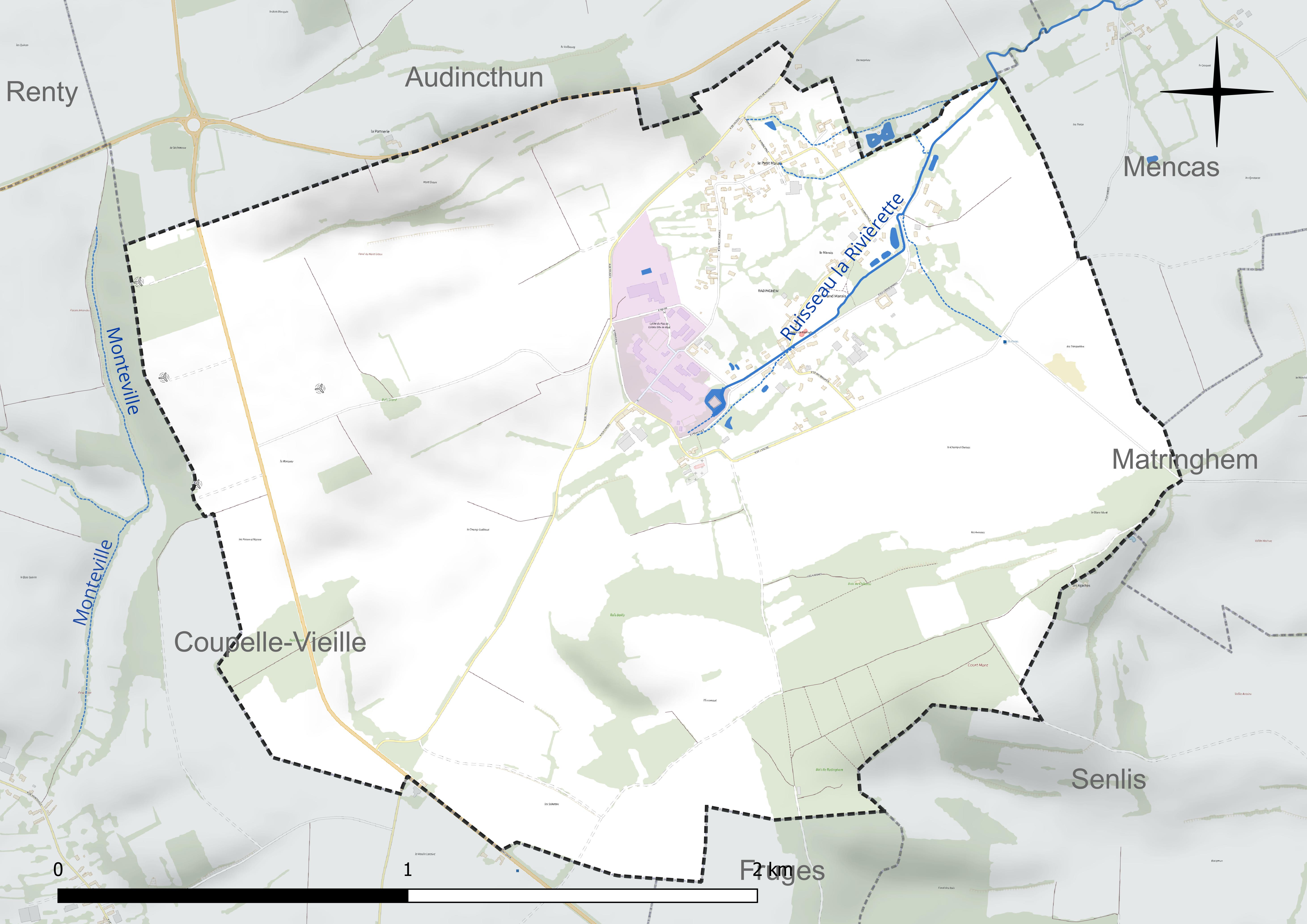
Réseau hydrographique de Radinghem.

#### Gestion et qualité des eaux
Le territoire communal est couvert par le schéma d'aménagement et de gestion des eaux (SAGE) « Lys ». Ce document de planification concerne un territoire de 1 835 km2 de superficie, délimité par le bassin versant de la Lys. Le périmètre a été arrêté le 29 mai 1995 et le SAGE proprement dit a été approuvé le 6 août 2010, puis révisé le 20 septembre 2019. La structure porteuse de l'élaboration et de la mise en œuvre est le syndicat mixte pour l'élaboration du SAGE de la Lys (SYMSAGEL).
La qualité des cours d'eau peut être consultée sur un site dédié géré par les agences de l'eau et l'Agence française pour la biodiversité.

### Climat
Pour des articles plus généraux, voir Climat des Hauts-de-France et Climat du Nord-Pas-de-Calais.
En 2010, le climat de la commune est de type climat océanique franc, selon une étude du CNRS s'appuyant sur une série de données couvrant la période 1971-2000. En 2020, Météo-France publie une typologie des climats de la France métropolitaine dans laquelle la commune est exposée à un climat océanique et est dans la région climatique Côtes de la Manche orientale, caractérisée par un faible ensoleillement (1 550 h/an) ; forte humidité de l'air (plus de 20 h/jour avec humidité relative > 80 % en hiver), vents forts fréquents.
Pour la période 1971-2000, la température annuelle moyenne est de 10,1 °C, avec une amplitude thermique annuelle de 13,7 °C. Le cumul annuel moyen de précipitations est de 976 mm, avec 13,2 jours de précipitations en janvier et 8,7 jours en juillet. Pour la période 1991-2020, la température moyenne annuelle observée sur la station météorologique installée sur la commune est de 10,5 °C et le cumul annuel moyen de précipitations est de 1 038,1 mm,. Pour l'avenir, les paramètres climatiques de la commune estimés pour 2050 selon différents scénarios d'émission de gaz à effet de serre sont consultables sur un site dédié publié par Météo-France en novembre 2022.
| Mois                                  | jan.             | fév.           | mars          | avril           | mai             | juin           | jui.           | août           | sep.          | oct.            | nov.            | déc.           | année      |
| ------------------------------------- | ---------------- | -------------- | ------------- | --------------- | --------------- | -------------- | -------------- | -------------- | ------------- | --------------- | --------------- | -------------- | ---------- |
| Température minimale moyenne (°C)     | 1,6              | 1,6            | 3,3           | 5               | 8               | 10,8           | 12,9           | 13,1           | 10,8          | 8,1             | 4,8             | 2,2            | 6,8        |
| Température moyenne (°C)              | 4                | 4,4            | 6,8           | 9,4             | 12,4            | 15,2           | 17,4           | 17,7           | 14,9          | 11,4            | 7,4             | 4,5            | 10,5       |
| Température maximale moyenne (°C)     | 6,4              | 7,1            | 10,2          | 13,8            | 16,8            | 19,6           | 22             | 22,2           | 19            | 14,7            | 9,9             | 6,9            | 14         |
| Record de froid (°C) date du record   | −13,8 02.01.1997 | −14,6 04.02.12 | −10 04.03.05  | −3,8 02.04.1996 | −0,7 05.05.1996 | 1,4 02.06.1991 | 5,7 07.07.1996 | 6,6 13.08.1993 | 3 17.09.1994  | −4,3 29.10.1997 | −7,8 23.11.1998 | −12,3 18.12.10 | −14,6 2012 |
| Record de chaleur (°C) date du record | 15 01.01.22      | 18,4 26.02.19  | 23,2 31.03.21 | 25,5 20.04.18   | 30,2 27.05.05   | 32,8 21.06.17  | 40,4 25.07.19  | 36,7 10.08.03  | 32,1 09.09.23 | 28,1 01.10.11   | 20 01.11.15     | 15,7 30.12.22  | 40,4 2019  |
| Précipitations (mm)                   | 97,7             | 84,7           | 71,6          | 60,1            | 69,5            | 70,3           | 72,9           | 83,6           | 76,9          | 107,8           | 118,6           | 124,4          | 1 038,1    |

### Paysages
Pour un article plus général, voir Paysage en France.
La commune s'inscrit dans les « paysages des hauts plateaux artésiens » tels qu’ils sont définis dans l’atlas de paysages de la région Nord-Pas-de-Calais, conçu par la direction régionale de l'Environnement, de l'Aménagement et du Logement (DREAL),.
Ces paysages, qui concernent 77 communes du Pas-de-Calais, se situent à l'extrémité ouest des collines de l'Artois qui traversent le Pas-de-Calais d'Arras au Boulonnais. L'altitude de ces paysages dépassent les 180 mètres. Ces dimensions sont modestes, d'une quinzaine de kilomètres du sud-est au nord-ouest et d'une vingtaine de kilomètres dans sa dimension la plus grande.
Ces « paysages des hauts plateaux artésiens », appelés aussi « Haut Artois », se caractérisent par trois ensembles écopaysagers : 
- l'ensemble mésophile ouvert du plateau artésien calcaire ;
- l'ensemble alluvial des fonds de vallée de la Lys et de l'Aa ;
- l'ensemble calcicole des versants calcaires des vallées[12].

Le « Haut Artois » dispose d'une importante densité de corridors biologiques bien interconnectés.
Dans le « Haut Artois », pas de villes, c'est une des rares terres rurales de la région, les communes les plus importantes sont, du nord au sud, Lumbres, Fauquembergues et Fruges. Le « Haut Artois », drainé par l'Aa et la Lys, constitue le sommet de l'anticlinal artésien, paysage ventée, froid et aux précipitations importantes qui en font le château d'eau régional.
Leș cultures représentent environ 60 % des sols, les prairies entre 26 et 27 %, les bois de 5 à 8 % et les villages et bourgs de 5 à 8 %, l'industrie y est peu présente.

### Milieux naturels et biodiversité

#### Zone naturelle d'intérêt écologique, faunistique et floristique
L'inventaire des zones naturelles d'intérêt écologique, faunistique et floristique (ZNIEFF) a pour objectif de réaliser une couverture des zones les plus intéressantes sur le plan écologique, essentiellement dans la perspective d'améliorer la connaissance du patrimoine naturel national et de fournir aux différents décideurs un outil d'aide à la prise en compte de l'environnement dans l'aménagement du territoire.
Le territoire communal comprend une ZNIEFF de type 2 : la haute vallée de la Lys et ses versants en amont de Thérouanne. L'entité paysagère de la haute vallée de la Lys et ses versants s'étire sur une vingtaine de kilomètres du Nord au Sud pour moins de dix d'Est en Ouest dans le Haut Artois.

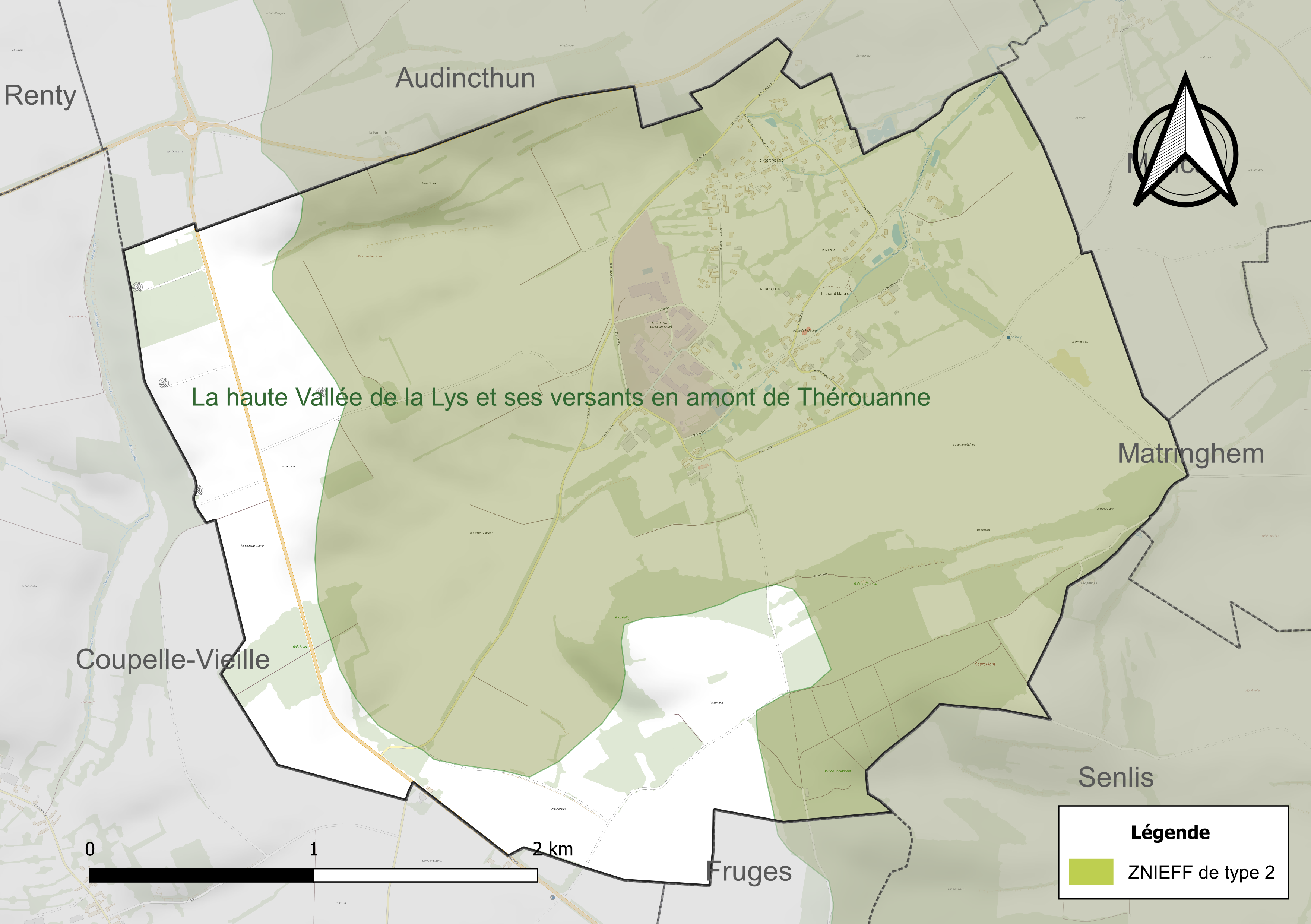
Carte de la ZNIEFF sur la commune.

#### Espèces faunistiques et floristiques
L’Inventaire national du patrimoine naturel (INPN) recense plusieurs espèces faunistiques et floristiques sur le territoire de la commune dont certaines sont protégées et d’autres menacées et quasi-menacées.

## Urbanisme

### Typologie
Au 1er janvier 2024, Radinghem est catégorisée commune rurale à habitat dispersé, selon la nouvelle grille communale de densité à sept niveaux définie par l'Insee en 2022.
Elle est située hors unité urbaine. Par ailleurs la commune fait partie de l'aire d'attraction de Fruges, dont elle est une commune de la couronne,. Cette aire, qui regroupe 22 communes, est catégorisée dans les aires de moins de 50 000 habitants,.

### Occupation des sols
L'occupation des sols de la commune, telle qu'elle ressort de la base de données européenne d'occupation biophysique des sols Corine Land Cover (CLC), est marquée par l'importance des territoires agricoles (81,4 % en 2018), une proportion identique à celle de 1990 (81,4 %). La répartition détaillée en 2018 est la suivante : 
terres arables (57,1 %), prairies (21,6 %), forêts (10,7 %), zones urbanisées (7,8 %), zones agricoles hétérogènes (2,7 %). L'évolution de l'occupation des sols de la commune et de ses infrastructures peut être observée sur les différentes représentations cartographiques du territoire : la carte de Cassini (XVIIIe siècle), la carte d'état-major (1820-1866) et les cartes ou photos aériennes de l'IGN pour la période actuelle (1950 à aujourd'hui).

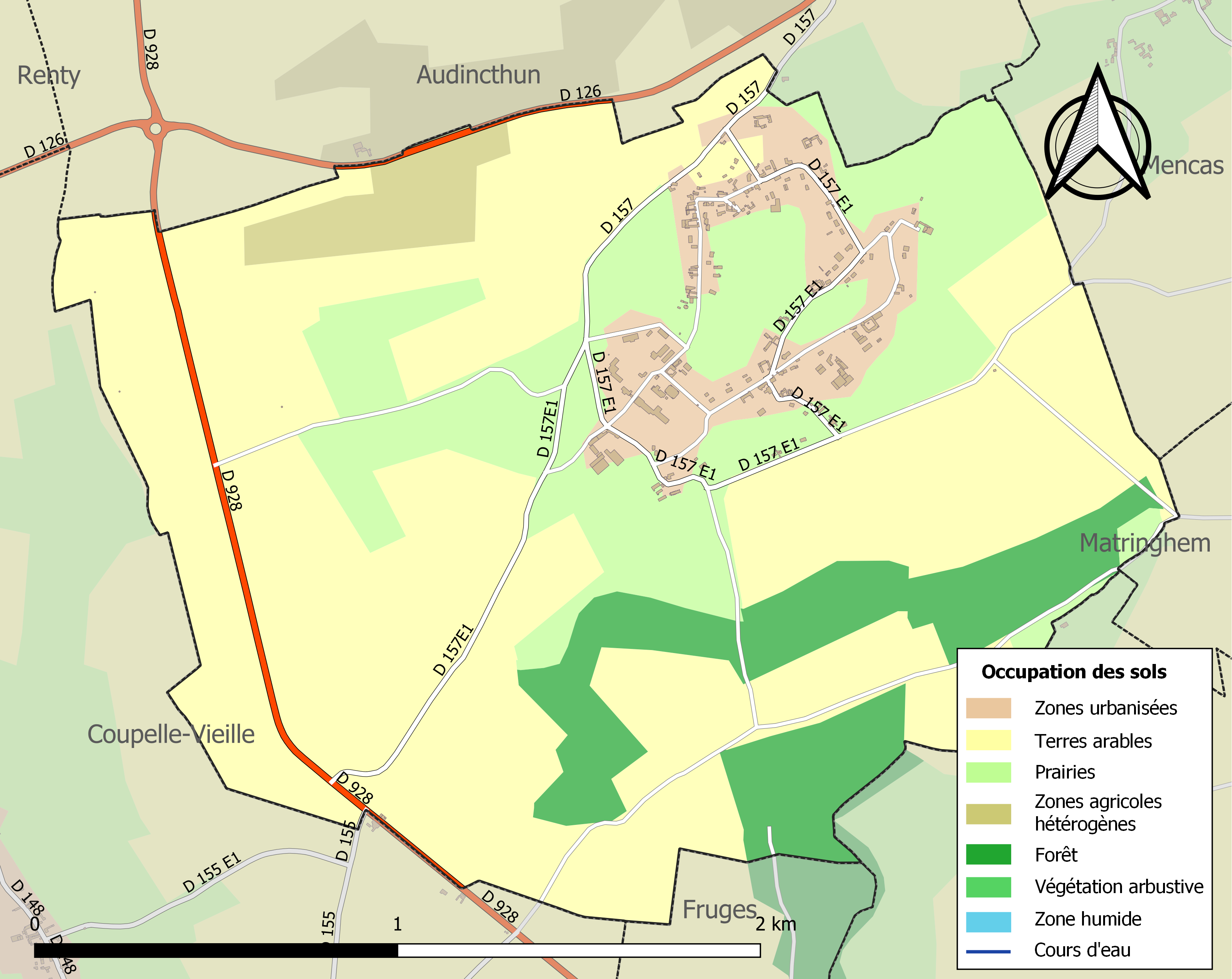
Carte des infrastructures et de l'occupation des sols de la commune en 2018 (CLC).

### Risques naturels et technologiques

#### Risque inondation
À la suite du passage des tempêtes Ciarán, Domingos et Elisa et des inondations et coulées de boue qui se sont produites, la commune est reconnue, par arrêté du 14 novembre 2023, en état de catastrophe naturelle pour inondations et coulées de boue sur la période du 2 au 12 novembre 2023, comme 179 autres communes du département.

## Toponymie
Le nom de la localité est attesté sous les formes Rhadinghem en 1139 ; Radiguehem en 1188 ; Radingehem, Radinchehem au XIIe siècle ; Radinguehan en 1204 ; Radinghehen-en-Ternois en 1287 ; Radingien en 1306 ; Radinghem en 1329 ; Radiguehan en 1352 ; Radinghehem en 1366 ; Ramdinghehem en 1515 ; Radinguehem en 1528 ; Radinghem en 1793 et depuis 1801.
D'un nom de personne germanique Raddo suivi du suffixe -ingen + heim, signifiant « demeure du peuple de Raddo ».

## Histoire
Pierre de La Haye, seigneur de Radinghem, d'Ecquedecques, Bellenghues, et Linghuhem en partie, reçoit le 2 mars 1613 des lettres de chevalerie données à Bruxelles. Pierre a servi avec 4 ou 5 chevaux aux sièges de Cambrai, d'Amiens, de Doullens. Son père feu Charles Ierde la Haye, seigneur du lieu, d'Esquedecques etc., anobli en 1576, a rendu des services à l'empereur Charles Quint et au roi d'Espagne, avec 4 ou 5 chevaux, en qualité d'homme d'armes, sous la conduite de feu le duc d'Arschot pendant les guerres d'Allemagne, de France. Pierre est marié à demoiselle Louise de Haleuwin (Halluin). Les deux descendent de Jean de la Haye, anobli par le roi Louis XII par lettres données à Paris le 3 mars 1509. Jean de la Haye était le fils naturel de Bon de la Haye, habitant Lillers.
En 1666, Charles II de La Haye est seigneur d'Hézecques, d'Ecquedecques, de Radinghem, etc. À cette date, il est depuis plusieurs années député général et ordinaire de la noblesse des États d'Artois, député à la Cour de France, et, peu après la paix, a eu l'honneur de prêter serment au nom de toute la noblesse et appartient à une maison des plus nobles et des plus illustres. La terre d'Hézecques est érigée en comté à son profit en juillet 1666 par lettres données à Fontainebleau.
En 1694, la paroisse est dite terre à clocher (elle a le droit d'avoir une église) et dépend de la seigneurie de Lisbourg, érigée en marquisat en août 1694.

### Château de Radinghem
La seigneurie de Radinghem appartenait depuis le début du XVIe siècle à la famille de La Haye d'Hézecques quand le château fut construit, vers 1620, probablement par Pierre de La Haye, alors seigneur de Radinghem, et d'Ecquedecques. Le château entourait trois des quatre côtés d'un terre-plein maçonné et entouré d'eaux.
La seigneurie et le château passent ensuite par alliance à la famille de France d'Hézecques, en dernier lieu à Charles de France d'Hézecques (1746-1832).
En 1784, le château de Radinghem est adjugé par le Conseil d'Artois à Emmanuel François Le Sergeant d'Acq, originaire de Saint Omer, décédé en 1788. Lorsque la Révolution éclate, le domaine est en indivision entre sa veuve et ses enfants, dont l'un, Louis Joseph Thomas Le Sergeant d'Isbergues (1747-1807), est élu député de la Noblesse aux États généraux de 1789 et siège à l'Assemblée constituante jusqu'en 1791, avant d'émigrer.
Son frère, Antoine Alexis Joseph Le Sergeant de Monnecove (1749-1833) hérite du château de Radinghem, qui se transmet à son fils, Benjamin de Monnecove (1792-1883), puis au fils de celui-ci, Gaston de Monnecove (1836-1899). propriétaire du château de Radinghem, maire de Radinghem, auteur de La chasse. Souvenirs et impressions (Boulogne-sur-Mer, 1892).
Vers 1888, ce dernier entreprend de faire restaurer le château de Radinghem par l'architecte d'Hesdin, Clovis Normand.
Celui-ci donne au château un aspect néo-médiéval, en conservant, dans leurs grandes lignes les dispositions de l'ancien édifice, tout en rhabillant ses différentes façades, en modifiant la forme des ouvertures, en ajoutant une sorte de donjon rectangulaire, en surélevant les tourelles existantes et en en créant d'autres.
Passé par succession au début du XXe siècle à la famille Carr-Forster, le château est occupé par les allemands pendant la Seconde Guerre mondiale, à la fin de laquelle il est utilisé comme base de V1.
Le 2 septembre 1944, juste avant leur retraite, les Allemands font exploser des fusées V1 stockées à proximité, ce qui le détruit complètement.
Il n'en reste aujourd'hui que le terre-plein cerné de douves en eaux, sur trois côtés duquel il était édifié, dans un parc à l'anglaise.
Son aspect est connu par des cartes postales anciennes.
Son site est aujourd'hui occupé par un Lycée professionnel agricole.

## Politique et administration

### Découpage territorial
La commune se trouve dans l'arrondissement de Montreuil du département du Pas-de-Calais.

#### Commune et intercommunalités
La commune est membre de la communauté de communes du Haut Pays du Montreuillois qui regroupe 49 communes et totalise 15 703 habitants en 2021.

#### Circonscriptions administratives
La commune est rattachée au canton de Fruges.

#### Circonscriptions électorales
Pour l'élection des députés, la commune fait partie de la quatrième circonscription du Pas-de-Calais.

### Élections municipales et communautaires

#### Liste des maires
| Période                                  | Période                    | Identité                        | Étiquette | Qualité                                                                            |
| ---------------------------------------- | -------------------------- | ------------------------------- | --------- | ---------------------------------------------------------------------------------- |
| Les données manquantes sont à compléter. |                            |                                 |           |                                                                                    |
| 1889                                     | 1895                       | Gaston Le Sergeant de Monnecove |           |                                                                                    |
| Les données manquantes sont à compléter. |                            |                                 |           |                                                                                    |
| 1945                                     | 1986                       | Octave Bajeux                   | CD-UDF    | Agriculteur Sénateur (1959-1983)                                                   |
| mars 2001                                | 2008                       | Jonas Blocquel                  |           |                                                                                    |
| mars 2008                                | En cours (au 3 avril 2022) | Michaël Baheux                  | DVD       | Cadre d'entreprise Réélu pour le mandat 2014-2020, Réélu pour le mandat 2020-2026, |

## Équipements et services publics

### Enseignement
La commune est située dans l'académie de Lille et dépend, pour les vacances scolaires, de la zone B.
Elle administre une école primaire.
La région gère le campus agro-environnemental 62 site de Radinghem, lycée agricole de Radinghem construit sur les ruines d'un château féodal, il est l'un des trois sites de formation de l'EPLE du Pas-de-Calais,.

## Population et société

### Démographie
Les habitants sont appelés les Radinghemois.

#### Évolution démographique
L'évolution du nombre d'habitants est connue à travers les recensements de la population effectués dans la commune depuis 1793. Pour les communes de moins de 10 000 habitants, une enquête de recensement portant sur toute la population est réalisée tous les cinq ans, les populations de référence des années intermédiaires étant quant à elles estimées par interpolation ou extrapolation. Pour la commune, le premier recensement exhaustif entrant dans le cadre du nouveau dispositif a été réalisé en 2007.

En 2022, la commune comptait 261 habitants, en évolution de −5,78 % par rapport à 2016 (Pas-de-Calais : −0,72 %, France hors Mayotte : +2,11 %).
| 1793 | 1800 | 1806 | 1821 | 1831 | 1836 | 1841 | 1846 | 1851 |
| ---- | ---- | ---- | ---- | ---- | ---- | ---- | ---- | ---- |
| 251  | 142  | 280  | 272  | 289  | 302  | 297  | 288  | 299  |

| 1856 | 1861 | 1866 | 1872 | 1876 | 1881 | 1886 | 1891 | 1896 |
| ---- | ---- | ---- | ---- | ---- | ---- | ---- | ---- | ---- |
| 297  | 310  | 306  | 298  | 273  | 298  | 326  | 305  | 283  |

| 1901 | 1906 | 1911 | 1921 | 1926 | 1931 | 1936 | 1946 | 1954 |
| ---- | ---- | ---- | ---- | ---- | ---- | ---- | ---- | ---- |
| 258  | 244  | 223  | 219  | 225  | 226  | 214  | 199  | 183  |

| 1962 | 1968 | 1975 | 1982 | 1990 | 1999 | 2006 | 2007 | 2012 |
| ---- | ---- | ---- | ---- | ---- | ---- | ---- | ---- | ---- |
| 193  | 166  | 151  | 149  | 197  | 221  | 283  | 285  | 290  |

| 2017 | 2022 | - | - | - | - | - | - | - |
| ---- | ---- | - | - | - | - | - | - | - |
| 275  | 261  | - | - | - | - | - | - | - |

#### Pyramide des âges
La population de la commune est relativement jeune.
En 2018, le taux de personnes d'un âge inférieur à 30 ans s'élève à 45,1 %, soit au-dessus de la moyenne départementale (36,7 %). À l'inverse, le taux de personnes d'âge supérieur à 60 ans est de 15,3 % la même année, alors qu'il est de 24,9 % au niveau départemental.
En 2018, la commune comptait 138 hommes pour 135 femmes, soit un taux de 50,55 % d'hommes, largement supérieur au taux départemental (48,50 %).
Les pyramides des âges de la commune et du département s'établissent comme suit.
| Hommes | Classe d’âge | Femmes |
| ------ | ------------ | ------ |
| 0,7    | 90 ou +      | 2,2    |
| 3,6    | 75-89 ans    | 5,9    |
| 12,9   | 60-74 ans    | 5,1    |
| 21,6   | 45-59 ans    | 19,1   |
| 16,5   | 30-44 ans    | 22,0   |
| 31,0   | 15-29 ans    | 26,5   |
| 13,7   | 0-14 ans     | 19,1   |

| Hommes | Classe d’âge | Femmes |
| ------ | ------------ | ------ |
| 0,5    | 90 ou +      | 1,6    |
| 5,6    | 75-89 ans    | 8,9    |
| 16,7   | 60-74 ans    | 18,1   |
| 20,2   | 45-59 ans    | 19,2   |
| 18,9   | 30-44 ans    | 18,1   |
| 18,2   | 15-29 ans    | 16,2   |
| 19,9   | 0-14 ans     | 17,9   |

## Économie

### Entreprises et commerces

#### Activités hors agriculture
7 établissements marchands non agricoles sont économiquement actifs en 2021 à Radinghem,,.
| Secteur d'activité                                                                                        | Commune | Commune | Département |
| Secteur d'activité                                                                                        | Nombre  | %       | %           |
| --- | ------- | ------- | ----------- |
| Ensemble                                                                                                  | 7       | 100 %   | (100 %)     |
| Industrie manufacturière, industries extractives et autres                                                | 0       | 0,0 %   | (6,6 %)     |
| Construction                                                                                              | 2       | 28,6 %  | (10,5 %)    |
| Commerce de gros et de détail, transports, hébergement et restauration                                    | 2       | 28,6 %  | (30,5 %)    |
| Information et communication                                                                              | 0       | 0,0 %   | (1,8 %)     |
| Activités financières et d'assurance                                                                      | 0       | 0,0 %   | (4,8 %)     |
| Activités immobilières                                                                                    | 1       | 14,3 %  | (5,0 %)     |
| Activités spécialisées, scientifiques et techniques et activités de services administratifs et de soutien | 1       | 14,3 %  | (13,8 %)    |
| Administration publique, enseignement, santé humaine et action sociale                                    | 0       | 0,0 %   | (16,8 %)    |
| Autres activités de services                                                                              | 1       | 14,3 %  | (10,0 %)    |

#### Agriculture
La commune est dans le « Haut-pays d'Artois », une petite région agricole dans le département du Pas-de-Calais. En 2020, l'orientation technico-économique de l'agriculture  sur la commune est la polyculture et/ou le polyélevage.
|               | 1988 | 2000 | 2010 | 2020 |
| ------------- | ---- | ---- | ---- | ---- |
| Exploitations | 18   | 7    | 5    | 5    |
| SAU (ha)      | 439  | 486  | 435  | 503  |

Le nombre d'exploitations agricoles en activité et ayant leur siège dans la commune est passé de 18 lors du recensement agricole de 1988  à 7 en 2000 puis à 5 en 2010 et enfin à 5 en 2020, soit une baisse de 72 %. La surface agricole utilisée sur la commune a quant à elle augmenté, passant de 439 ha en 1988 à 503 ha en 2020. Parallèlement la surface agricole utilisée moyenne par exploitation a augmenté, passant de 24 à 101 ha,.

##### Mouton Boulonnais
En 2025, l'« association Mouton Boulonnais », qui a fêté ses 40 ans en 2024, a procédé, à la ferme du campus agro-environnemental de Radinghem, à la sélection d'une quarantaine de béliers afin d'assurer la reproduction de la race des brebis du Boulonnais qui totalise 2 500 têtes réparties dans les Hauts-de-France et en Seine-Maritime,.

## Culture locale et patrimoine

### Lieux et monuments
- L'église Saint-Martin.
- Le monument aux morts, surmonté d'une croix latine[49].

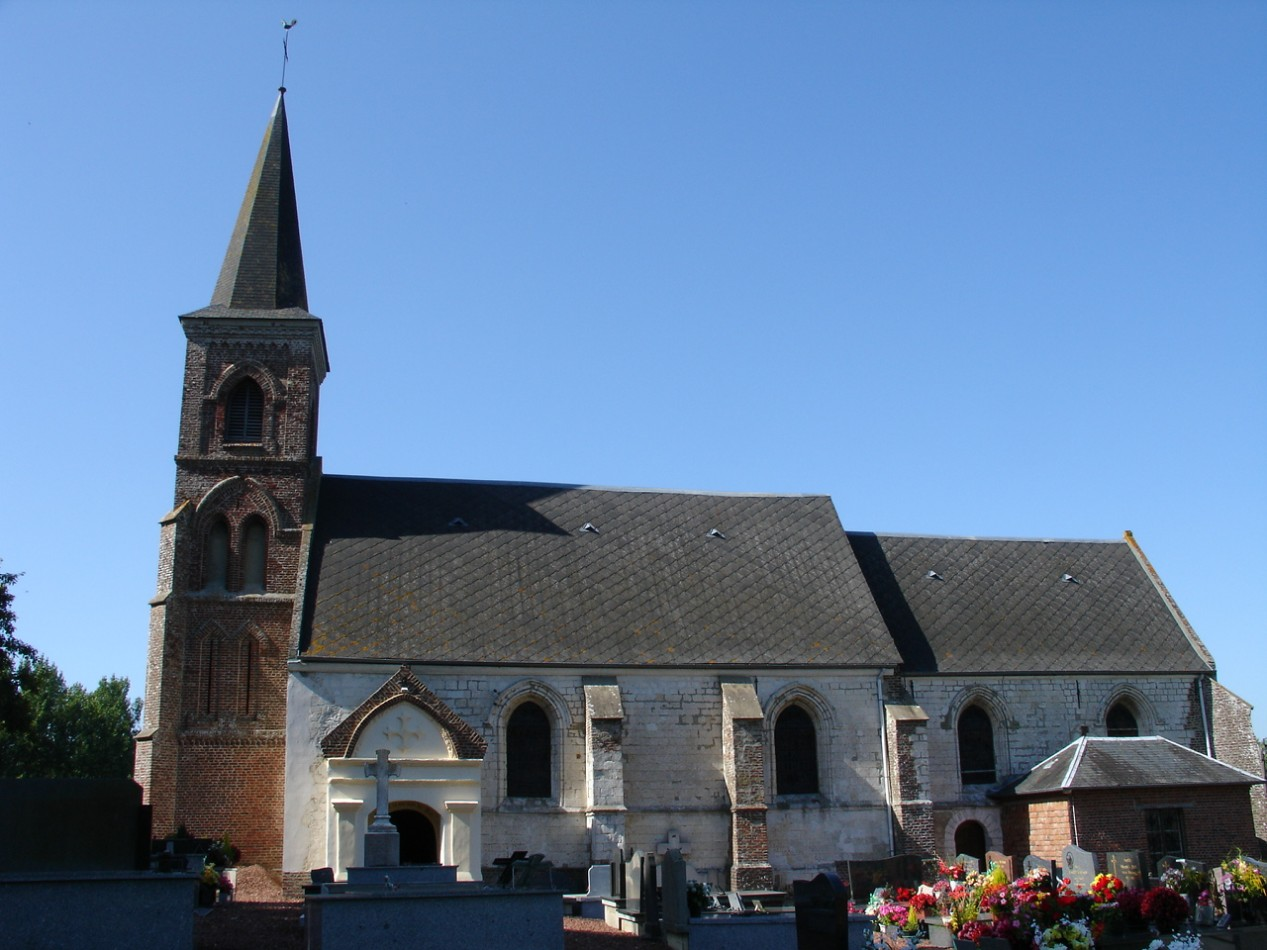
L'église vue depuis le cimetière.
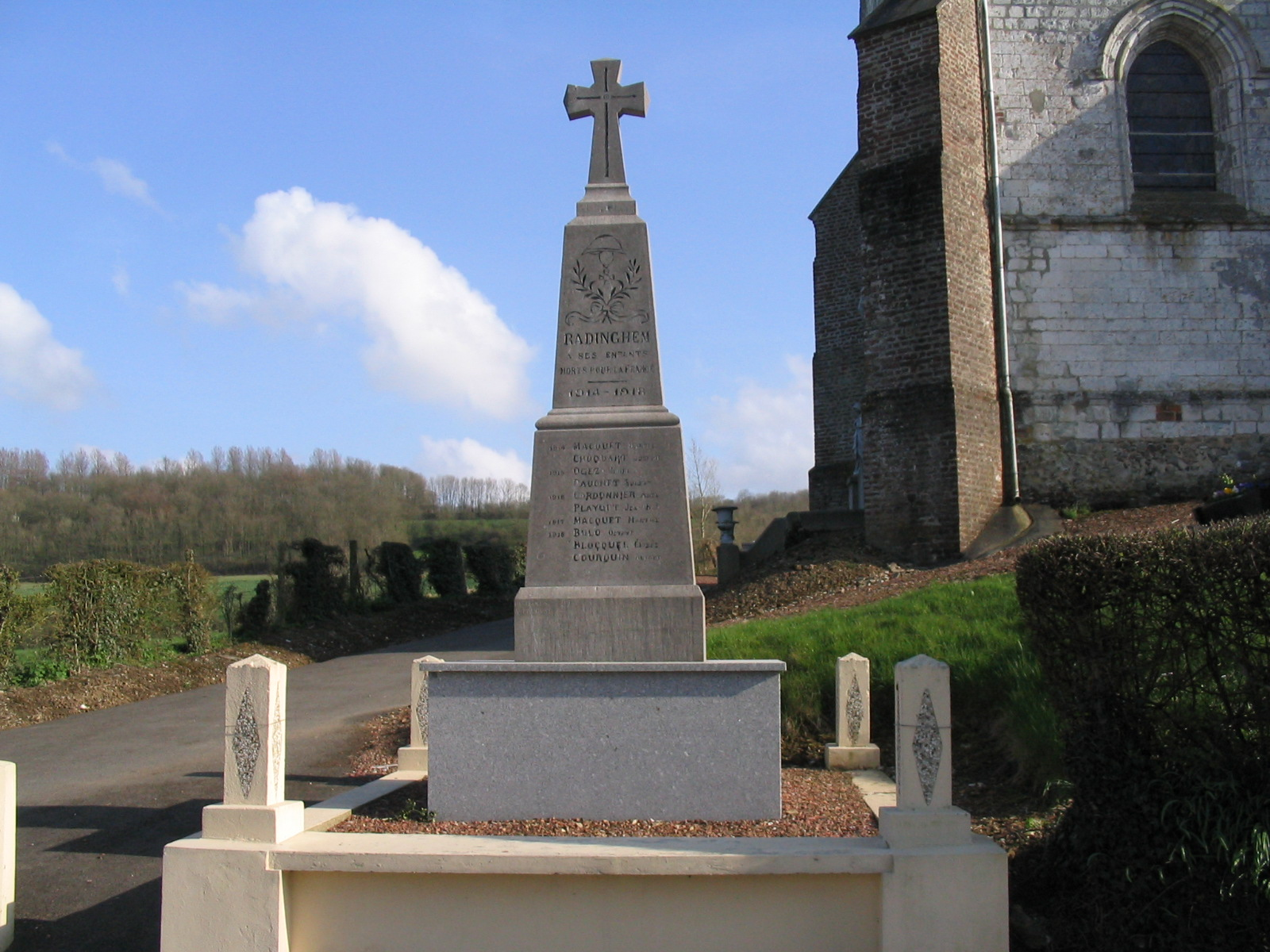
Le monument aux morts.

### Héraldique
| Blason de Radinghem | Blason  | Écartelé : aux 1er et 4e d'argent au chevron de sable accompagné de trois merlettes du même, aux 2e et 3e de sinople à trois maillets d'or. |
| Blason de Radinghem | Détails | Écartèlement des armes de la famille De la Haye, seigneur de Radinghem, d'Hézecques, Relingues, Ames et autres lieux, qui portait « d'azur au chevron de sable accompagné de trois merlettes du même », et celles de la famille de Mailly, dont elle a inversé les couleurs. Le statut officiel du blason reste à déterminer. |

## Pour approfondir

#### Bases de données, dictionnaires et encyclopédies
- Ressources relatives à la géographie :   - Insee (communes)
  - Ldh/EHESS/Cassini
- Ressource relative à plusieurs domaines :   - Annuaire du service public français
- Notices d'autorité :   - BnF (données)